# Dainius Zubrus
Dainius Gintas Zubrus (* 16. červen 1978 v Elektrenaj) je bývalý ruský a litevský hokejový útočník.

## Hráčská kariéra

### Mládežnická kariéra
V létě roku 1989 se stěhoval do Charkova (Ukrajina) kde trénovat pod vedením Ivana Pravilova v týmu Družba-78 kde trénoval do konce roku 1995.

### NHL kariéra
V roce 1996 byl draftován do NHL v 1. kole (celkově 15.) týmem Philadelphia Flyers kdy ještě působil v týmu Caledon Canadians v lize MTJHL. 5. listopadu 1996 debutoval v NHL proti týmu Florida Panthers kdy vstřelil i svůj první gól. S týmem se probojoval až do finále play off kdy podlehli týmu Detroit Red Wings 0:4 na zápasy. Ve Flyers strávil necelé tří sezóny (1996/99) a 10. března 1999 byl společně s pátým kolem draftu vyměněn do týmu Montréal Canadiens za Marka Recchiho. V Canadiens rovněž odehrál necelé tří sezóny (1998/01) ale s týmem ani jednou nepostoupil do play off. 13. března 2001 byl společně s Trevorem Lindenem vyměněn do týmu Washington Capitals za Richarda Zedníka a Jana Bulise. Během výluky v NHL 2004/05 odešel se spoluhráčem Alexandrem Sjominem do ruské superligy do týmu HC Lada Togliatti. Do následující sezóny se vrátil do Caps ale bez svého spoluhráče Sjomina který zůstal v Rusku. V sezóně přišel do týmu Alexandr Ovečkin se kterým hrál v první řadě a získal nejvíce bodů za svou kariéru a v následující sezóně se vrátil z Ruska Alexandr Sjomin se kterým vytvořili první řadu Ovečkin, Zubrus a Sjomin. 27. února 2007 byl společně s Timem Helblingem vyměněn do týmu Buffalo Sabres za Jiřího Novotného a první kolo draftu 2007. S Buffalem postoupil do play off, kde dokráčeli do finále konference, kdy podlehli týmu Ottawa Senators 1:4 na zápasy. 3. července 2007 podepsal šestiletou smlouvu s týmem New Jersey Devils jako volný hráč, v které si vydělá 20 400 000 dolarů. 23. listopadu 2008 vyrovnal týmový rekord Devils když v zápase proti Tampa Bay Lightning vstřelil čtyři góly a jeho zásluhou vyhrál tým Devils 7:3.

## Zajímavosti
Dainius Zubrus a Darjus Kasparajtis jsou jediní hráči, kteří hráli v NHL a reprezentovali ruský a litevský národní tým.

## Ocenění a úspěchy
- 2014 MS-D1B – Nejlepší útočník
- 2014 MS-D1B – Nejlepší nahrávač
- 2014 MS-D1B – Nejproduktivnější hráč
- 2018 MS-D1B – Nejlepší nahrávač

## Prvenství
- Debut v NHL – 5. října 1996 (Philadelphia Flyers proti Florida Panthers)
- První gól v NHL – 5. října 1996 (Philadelphia Flyers proti Florida Panthers, americkému brankáři John Vanbiesbrouck)
- První asistence v NHL – 30. listopadu 1996 (Ottawa Senators proti Philadelphia Flyers)
- První hattrick v NHL – 14. října 2000 (Montreal Canadiens proti Chicago Blackhawks)

## Klubové statistiky

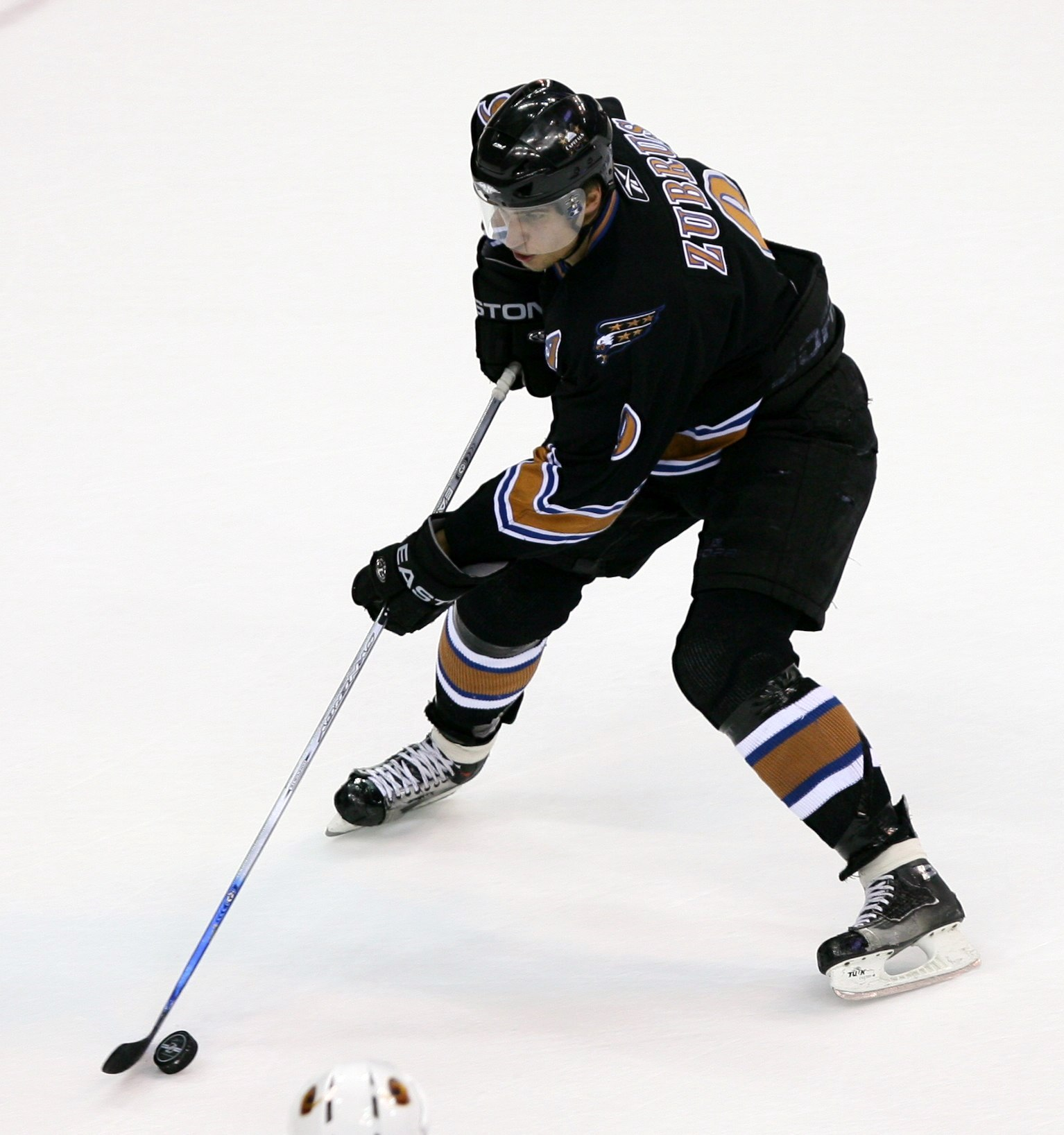
Dainius Zubrus v dresu Washington Capitals

| Sezóna       | Klub                  | Soutěž       |      | Základní část | Základní část | Základní část | Základní část | Základní část |    | Play off | Play off | Play off | Play off | Play off |
| Sezóna       | Klub                  | Soutěž       | Z    | G             | A             | B             | TM            | Z             | G  | A        | B        | TM       |          |          |
| 1995/1996    | Pembroke Lumber Kings | CJHL         | 28   | 19            | 13            | 32            | 73            | —             | —  | —        | —        | —        |          |          |
| 1995/1996    | Caledon Canadians     | MTJHL        | 7    | 3             | 7             | 10            | 2             | 17            | 11 | 12       | 23       | 4        |          |          |
| 1996/1997    | Philadelphia Flyers   | NHL          | 68   | 8             | 13            | 21            | 22            | 19            | 5  | 4        | 9        | 12       |          |          |
| 1997/1998    | Philadelphia Flyers   | NHL          | 69   | 8             | 25            | 33            | 42            | 5             | 0  | 1        | 1        | 2        |          |          |
| 1998/1999    | Philadelphia Flyers   | NHL          | 63   | 3             | 5             | 8             | 25            | —             | —  | —        | —        | —        |          |          |
| 1998/1999    | Montreal Canadiens    | NHL          | 17   | 3             | 5             | 8             | 4             | —             | —  | —        | —        | —        |          |          |
| 1999/2000    | Montreal Canadiens    | NHL          | 73   | 14            | 28            | 42            | 54            | —             | —  | —        | —        | —        |          |          |
| 2000/2001    | Montreal Canadiens    | NHL          | 49   | 12            | 12            | 24            | 30            | —             | —  | —        | —        | —        |          |          |
| 2000/2001    | Washington Capitals   | NHL          | 12   | 1             | 1             | 2             | 7             | 6             | 0  | 0        | 0        | 2        |          |          |
| 2001/2002    | Washington Capitals   | NHL          | 71   | 17            | 26            | 43            | 38            | —             | —  | —        | —        | —        |          |          |
| 2002/2003    | Washington Capitals   | NHL          | 63   | 13            | 22            | 35            | 43            | 6             | 2  | 2        | 4        | 4        |          |          |
| 2003/2004    | Washington Capitals   | NHL          | 54   | 12            | 15            | 27            | 38            | —             | —  | —        | —        | —        |          |          |
| 2004/2005    | HC Lada Togliatti     | RSL          | 42   | 8             | 11            | 19            | 85            | 10            | 3  | 1        | 4        | 22       |          |          |
| 2005/2006    | Washington Capitals   | NHL          | 71   | 23            | 34            | 57            | 84            | —             | —  | —        | —        | —        |          |          |
| 2006/2007    | Washington Capitals   | NHL          | 60   | 20            | 32            | 52            | 50            | —             | —  | —        | —        | —        |          |          |
| 2006/2007    | Buffalo Sabres        | NHL          | 19   | 4             | 4             | 8             | 12            | 15            | 0  | 8        | 8        | 8        |          |          |
| 2007/2008    | New Jersey Devils     | NHL          | 82   | 13            | 25            | 38            | 38            | 5             | 0  | 1        | 1        | 8        |          |          |
| 2008/2009    | New Jersey Devils     | NHL          | 82   | 15            | 25            | 40            | 69            | 7             | 0  | 1        | 1        | 10       |          |          |
| 2009/2010    | New Jersey Devils     | NHL          | 51   | 10            | 17            | 27            | 28            | 5             | 1  | 0        | 1        | 8        |          |          |
| 2010/2011    | New Jersey Devils     | NHL          | 79   | 13            | 17            | 30            | 53            | —             | —  | —        | —        | —        |          |          |
| 2011/2012    | New Jersey Devils     | NHL          | 82   | 17            | 27            | 44            | 34            | —             | —  | —        | —        | —        |          |          |
| 2012/2013    | New Jersey Devils     | NHL          | 22   | 2             | 7             | 9             | 12            | —             | —  | —        | —        | —        |          |          |
| 2013/2014    | New Jersey Devils     | NHL          | 82   | 13            | 13            | 26            | 46            | —             | —  | —        | —        | —        |          |          |
| 2014/2015    | New Jersey Devils     | NHL          | 74   | 4             | 6             | 10            | 42            | —             | —  | —        | —        | —        |          |          |
| 2015/2016    | San Jose Sharks       | NHL          | 50   | 3             | 4             | 7             | 20            | 13            | 1  | 1        | 2        | 4        |          |          |
| Celkem v NHL | Celkem v NHL          | Celkem v NHL | 1293 | 228           | 363           | 591           | 791           | 105           | 12 | 25       | 37       | 76       |          |          |

## Reprezentace
| Rok                       | Tým                       | Soutěž                    | Z  | G | A  | B  | TM |
| ------------------------- | ------------------------- | ------------------------- | -- | - | -- | -- | -- |
| 2004                      | Rusko                     | SP                        | 4  | 2 | 1  | 3  | 4  |
| 2005                      | Litva                     | MS-D1                     | 4  | 3 | 1  | 4  | 2  |
| 2014                      | Litva                     | MS-D1B                    | 5  | 2 | 7  | 9  | 4  |
| 2018                      | Litva                     | MS-D1B                    | 5  | 0 | 6  | 6  | 2  |
| 2019                      | Litva                     | MS-D1A                    | 5  | 1 | 0  | 1  | 4  |
| Seniorská kariéra celkově | Seniorská kariéra celkově | Seniorská kariéra celkově | 23 | 8 | 15 | 23 | 16 |